# 사샤 알렉산더
사샤 알렉산더(Sasha Alexander, 1973년 5월 17일 ~ )는 미국의 배우다.

## 출연 작품

### 영화
- 13번째 여인 (2005) - 공동 제작 겸임
- 예스맨 (2008)
- 그는 당신에게 반하지 않았다 (2009)
- Ride (2018)
- 위험한 거짓말들 (2020) - 체슬러 형사 역

### 텔레비전
- 도슨의 청춘일기 (2000-01)
- NCIS (2003-05)
- 리졸리 앤 아일스 (2010-16)
- 셰임리스 (2015-16)